# Steven Holl
Pour l’article homonyme, voir Holl.
Steven Holl (né le 9 décembre 1947 à Bremerton dans l'État de Washington) est un architecte américain. Il est connu notamment pour le musée d'Art contemporain de Kiasma à Helsinki et le controversé bâtiment Simmons Hall au MIT à Cambridge dans l'État du Massachusetts. En juin 2007 s'est ouverte au public l'extension très attendue du musée d'Art Nelson-Atkins à Kansas City dans le Missouri.

## Carrière

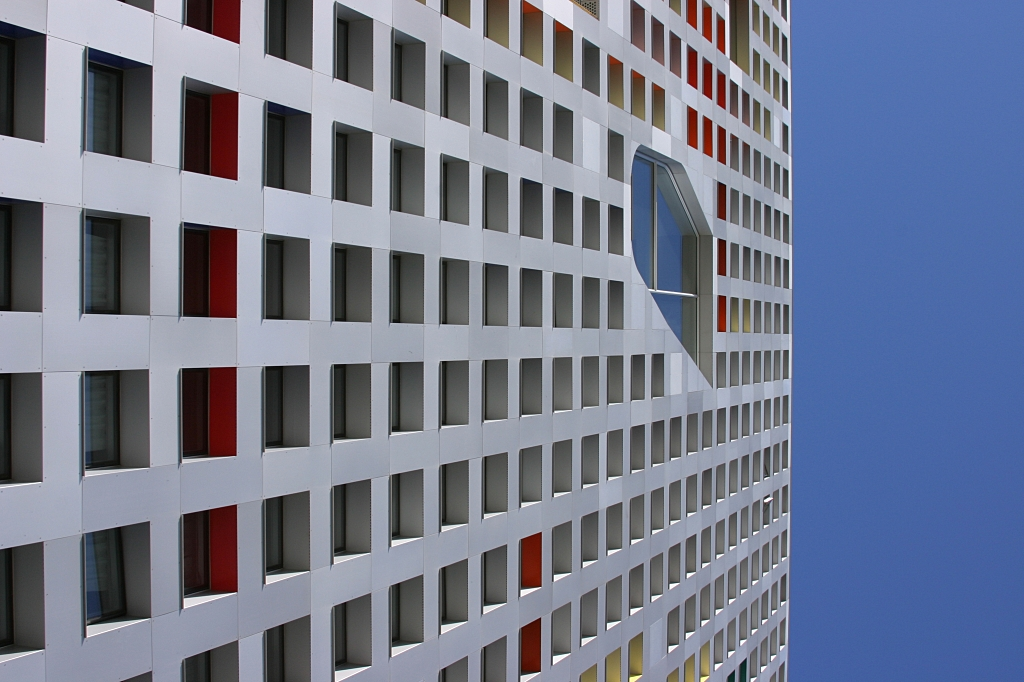
Le bâtiment dessiné par Steven Holl pour le Simmons Hall du MIT reçut la Harleston Parker Medal en 2004.

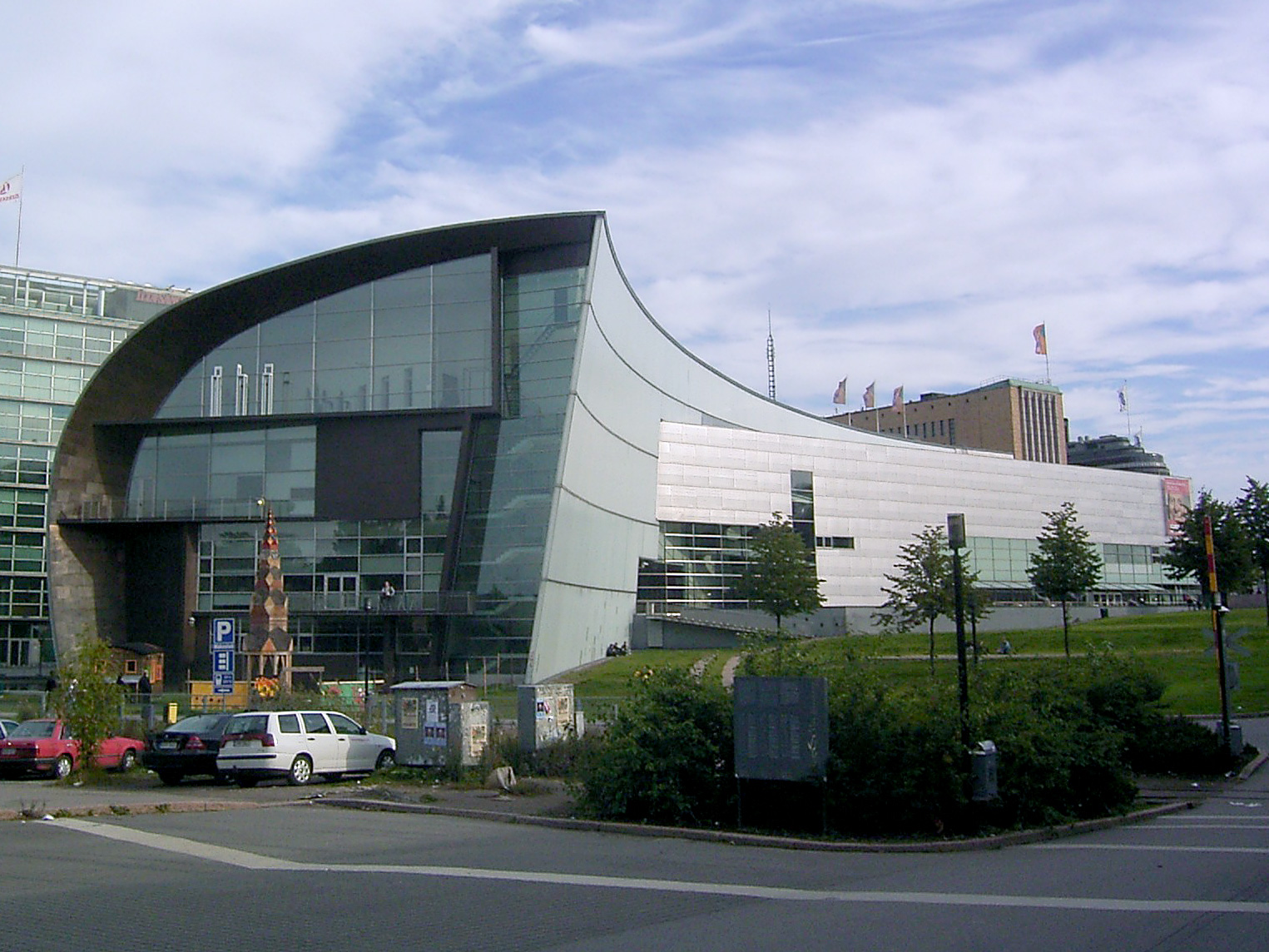
Kiasma à Helsinki, 1993-1998

Steven Holl fut diplômé de l'université de Washington en 1970, fonda son agence à New York en 1976, et enseigne à l'université Columbia depuis 1981.
En 1998, Steven Holl fut récompensé de la prestigieuse médaille Alvar Aalto. En 2000, il fut élu à l'Académie américaine des arts et des lettres. En juin 2001, le Time le nomma meilleur architecte américain pour ses « bâtiments qui satisfont aussi bien l'esprit que l'œil ». Parmi toutes les récompenses qu'il a reçues, on compte l'Honorary Fellow of the Royal Institute of British Architects (2003), le Smithsonian Institute’s Cooper Hewitt National Design Award in Architecture (2002), la Grande Médaille d’Or de l'Académie française d'Architecture (2001), la prestigieuse médaille Alvar Aalto (1998), le prix Arnold W. Brunner section Architecture de l'Académie américaine des Arts et les Lettres et la médaille d'honneur de l'Institut américain new-yorkais  d'architecture (1997).
En 2014, il reçoit le prix Praemium Imperiale pour l'architecture.
L'architecture de Steven Holl a évolué vers l'emphase. Ses œuvres de jeunesse reflétaient un questionnement sur la typologie. Son intérêt actuel se porte sur une approche phénoménologique de l'architecture ; c'est un engagement physique avec son environnement, dans une problématique existentialiste. Ce changement est intervenu en partie à la suite de son intérêt pour les écrits du philosophe Merleau-Ponty ainsi que de ceux de l'architecte et théoricien Juhani Pallasmaa.
En collaboration avec Pallasmaa et Alberto Pérez-Gómez (en), Steven Holl a écrit un essai pour une édition spéciale en 1994 de l'A+U, journal d'architecture japonais, sous le titre Question de perception : phénoménologie de l'Architecture. Cette publication fut rééditée sous forme de livre en 2006.

## Principales réalisations
- 1991 : Stretto house, au Texas[1]
- 1997 : chapelle Saint-Ignatius, Seattle University, Seattle[2]
- 1998 : musée d'art contemporain Kiasma à Helsinki en Finlande
- 2002 : bâtiment Simmons Hall au MIT à Cambridge
- 2006 : école d'art et d'histoire de l'art, université de l'Iowa à Iowa City.
- 2007 : extension du musée d'Art Nelson-Atkins à Kansas City.
- 2011 : cité de l'océan et du Surf à Biarritz en France.

## Concours remportés
- Voilier hybride, rénovation du casino à Knokke-Heist en Belgique (2005).
- Gratte-ciel flottant, centre de Vanke dans le Shenzhen en Chine (2006).
- Méandre, zone résidentielle Taivallahti à Helsinki (2006).
- Le musée des collectionneurs, à Angers[3] (2017)